# 山本英柱
山本 英柱（やまもと ひでき、1975年10月20日 - ）は、日本の実業家、ドリームフーズ株式会社代表取締役社長。

## 人物・経歴
1975年、愛知県一宮市生まれ。アメリカ留学後にIT教育事業を起業したのち、立教大学大学院ビジネスデザイン研究科に進み、コンサルティングファームで勤務しながら、卒業して経営学修士号（MBA）を取得。
2004年に、父の経営するドリームフーズ株式会社に入社。
2011年、同社代表取締役社長に就任。
実践型の経営者で、マーケティング、商品開発、店舗開発、人財開発、ファイナンスなど、幅広い業務領域で知識と経験を有する。
山本が経営する同社は、主力事業の「近江ちゃんぽん亭」をはじめ、蕎麦や肉そばなどを扱う店舗を全国に展開している。